# 施蓬霍尔茨
施蓬霍尔茨（德語：Sponholz）是德国梅克伦堡-前波美拉尼亚州的市镇，隶属于梅克伦堡湖区县。总面积为26.96平方千米，截至2023年12月31日总人口为740人。